# Liste der Bodendenkmäler in Menden (Sauerland)
Die Liste der Bodendenkmäler in Menden (Sauerland) führt die Bodendenkmäler der Stadt Menden (Sauerland) auf. 

## Denkmäler
| Nummer | Lage                                         | Beschreibung                | Denkmal seit | Bild |
| ------ | -------------------------------------------- | --------------------------- | ------------ | ---- |
| 1      | Stadtforst Rotenberg, Auf dem Rodenberg      | Burgruine Rodenberg         | 04.03.1983   |      |
| 2      | Gemarkung Menden, Flur 17, Flurstück 676     | Einzeln liegender Grabhügel | 12.12.1985   |      |
| 3      | Gemarkung Lendringsen, Flur 6, Flurstück 495 | Abschnittswall Borg         | 12.12.1985   |      |